# Ueli Dill
Ulrich «Ueli» Dill (* 25. Februar 1962 in Liestal; heimatberechtigt in Pratteln und Basel) ist ein Schweizer Klassischer Philologe und Bibliothekar.

## Leben
Nach der Matura am Gymnasium Liestal studierte Ueli Dill von 1982 bis 1990 Lateinische Philologie, Griechische Philologie und Alte Geschichte an der Universität Basel. 1997 promovierte er ebendort bei Fritz Graf und Martin Steinmann in Basel mit einer Arbeit zu einer Schrift des Erasmus von Rotterdam zum Dr. phil.
Von 1984 bis 1993 unterrichtete er an verschiedenen Gymnasien in den Kantonen Basel-Stadt und Basel-Landschaft Latein und Griechisch. Von 1990 bis 1993 war er zudem Assistent am Seminar für Klassische Philologie an der Universität Basel. Von 1993 bis 1997 wirkte er als wissenschaftlicher Mitarbeiter am Nationalfondsprojekt Kritische und kommentierte Ausgabe von Erasmus, Scholia in Epistolas Hieronymi und von 1997 bis 2005 als wissenschaftlicher Mitarbeiter am Nationalfondsprojekt zum Abschluss der Edition der Amerbachkorrespondenz. Von 1997 bis 2005 arbeitete er zudem als Lektor beim Schwabe Verlag. 2005 wurde er als Nachfolger von Martin Steinmann Vorsteher der Abteilung Handschriften und Alte Drucke der Universitätsbibliothek Basel. 1997/98 und seit 2007 nahm bzw. nimmt er Lehraufträge an der Universität Basel wahr.
Seit 2008 ist er Mitglied des Kuratoriums Katalogisierung der mittelalterlichen und frühneuzeitlichen Handschriften der Schweiz, das er seit 2014 präsidiert.
Er verfasste auch zahlreiche Personenartikel für das Historische Lexikon der Schweiz.
Er ist verheiratet und hat zwei Söhne (* 1993 und 2000).

## Schriften (Auswahl)
- Prolegomena zu einer Edition von Erasmus von Rotterdam „Scholia in Epistolas Hieronymi“, 2 Bde., Basel 2004, doi:10.5451/unibas-003292450 (Dissertation)
- mit Beat R. Jenny: Aus der Werkstatt der Amerbach-Edition. Christoph Vischer zum 90. Geburtstag, Basel 2000
- Mitherausgeber: Treffenliche schöne Biecher: Hans Ungnads Büchergeschenk und die Universitätsbibliothek Basel im 16. Jahrhundert, Basel 2005
- Mitherausgeber: Antike Mythen. Medien, Transformationen und Konstruktionen, Berlin 2009
- Mitherausgeber: Die Amerbachkorrespondenz, Bd. 11: Die Briefe aus den Jahren 1559–1562, Basel 2010